# Křinice (řeka)
Křinice (německy Kirnitzsch) je řeka v Ústeckém kraji v Česku a v Sasku v Německu. Protéká Českým a Saským Švýcarskem. Je 45 km dlouhá.

## Průběh toku

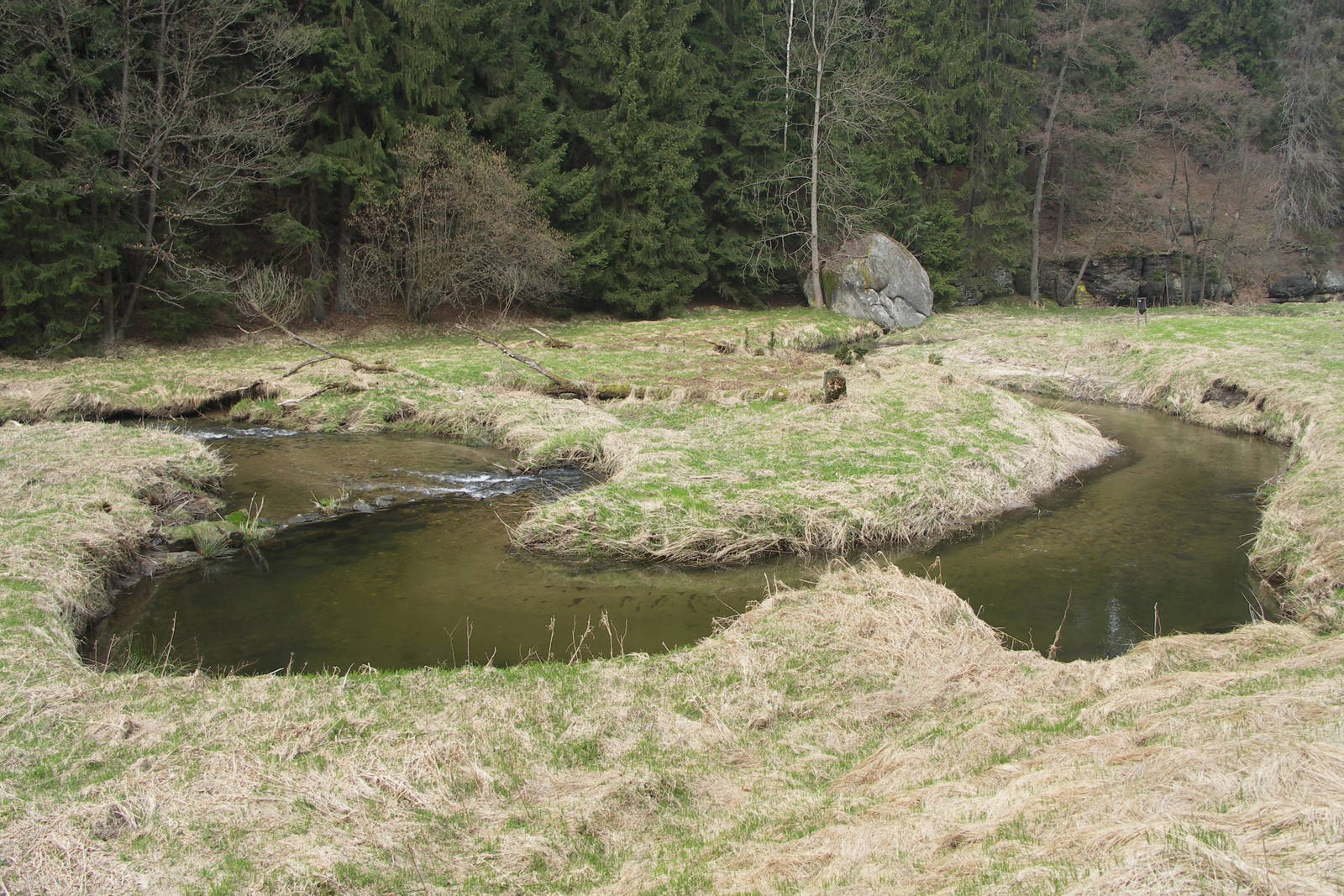
Křinice poblíž Brtnického mostu

Pramení z několika pramenů ve Šluknovském výběžku ve Šluknovské pahorkatině západně od vesnice Studánka. Jeden z pramenů je na upraven jako výletní místo a vede k němu odbočka z modré turistické trasy. Křinice dále protéká Krásnou Lípou (částečně podzemním tunelem pod Křinickým náměstím), Krásným Bukem a za Kyjovem vstupuje do pískovcového území Českého Švýcarska, kde protéká hluboce zaříznutým Kyjovským údolím. Poblíž bývalé osady Zadní Doubice, opuštěné a zbořené po roce 1945, se stává hraničním tokem mezi Českou republikou a Saskem. Na české straně žilo před opuštěním celkem 57 obyvatel. Správně spadala obec pod Doubici, do školy chodily děti na německou stranu. V osadě byl velký hotel, restaurace a řada hospodářských stavení. V tomto úseku byla v roce 1567 vybudována vodní nádrž Obere Schleuse (Horní splav) za účelem plavení dřeva, později upravena pro vyhlídkové plavby na pramicích. V prostoru bývalé vesnice Zadní Jetřichovice opouští Křinice státní hranici a protéká nadále pouze německým územím. Na další části toku byla vybudována ještě druhá nádrž Niedere Schleuse (Dolní splav). Hluboké úzké údolí v prostoru od státní hranice po ústí se nazývá Kirnitzschtal (Křinické údolí). Od soutoku se Saupsdorfským potokem teče Křinice souběžně se silnicí S165. V posledním úseku mezi Lichtenhainským vodopádem a Bad Schandau vede podél řeky tramvajová trať Kirnitzschtalbahn (Dráha Křinického údolí). V Bad Schandau protéká parkem a jihovýchodně od něj ústí zprava do Labe.

## Přítoky
Uvedeny jsou pojmenované přítoky s označením ústí do Křinice.
- Krásnolipský potok – levý, západně od Křinického náměstí v Krásné Lípě
- Helský potok – levý, Kyjov
- Dlouhodolský potok – pravý, u křižovatky cesty do Dlouhého Dolu v Kyjově
- Kyjovský potok – levý, v Kyjovském údolí
- Vlčí potok – pravý, Turistický most v Kyjovském údolí
- Brtnický potok – pravý, bývalá Zadní Doubice
- Bílý potok – pravý, bývalá Zadní Doubice
- Heidelbach (Strouha) – pravý, státní hranice u bývalého hotelu Český mlýn
- Červený potok – levý, u Černé brány v NP České Švýcarsko
- Jetřichovický potok – levý, bývalé Zadní Jetřichovice
- Hinterhermsdorfský potok – pravý, údolí Dorfbachgrund
- Saupsdorfský potok – pravý, u křižovatky ve směru na Saupsdorf v Křinickém údolí
- Ottendorfský potok – pravý, u mlýna Buschmühle v Křinickém údolí
- Großer Zschandbach – levý, u mlýna Neumannmühle v Křinickém údolí
- Vogelbergbach – pravý, poblíž mlýna Felsenmühle v Křinickém údolí
- Kleiner Zschandbach – levý, u mlýna Felsenmühle v Křinickém údolí
- Tiefer Hahn – pravý, odbočka Tiefer Hahn v Křinickém údolí
- Knechtsbach – pravý, u mlýna Lichtenhainer Mühle v Křinickém údolí
- Münzborn – levý, východně od Lichtenhainského vodopádu
- Lichtenhainský potok – pravý, u hostince Lichtenhainer Wasserfall v Křinickém údolí
- Beuthenbach – pravý, Beuthenský vodopád v Křinickém údolí
- Mittelndorfský potok – pravý, u hostince Forsthaus v Křinickém údolí
- Altendorfský potok – pravý, soutěska Dorfbachklamm v Křinickém údolí

## Využití
Na toku jsou dva turistické přechody do Německa, Zadní Doubice a Zadní Jetřichovice. Oba lze využít při cyklovýletech nádhernou krajinou Českosaského Švýcarska. V padesátých letech 20. století byla oblast okolo Křinice vedena jako pohraniční pásmo a nebyla přístupná.

### Fauna
Do řeky vysazují pravidelně již řadu let němečtí rybáři plůdek lososa obecného (Salmo salar). V toku žije především pstruh obecný f. potoční (Salmo trutta), lipan podhorní (Thymallus thymallus), vranka obecná (Cottus gobio), pstruh americký duhový (Oncorhynchus mykiss), siven americký (Salvelinus fontinalis), hrouzek obecný (Gobio gobio). Sporadicky je možný v dolním toku výskyt pstruha obecného f. mořská (Salmo trutta trutta) a některých ryb migrujících z Labe. Od roku 2009 je potvrzen též výskyt vydry říční.
Nezodpovědnou činností na vodním díle došlo v posledních 30 letech k zanesení koryta řeky Křinice jemným pískem v úseku od přehradní hráze až po vtok do Dolní nádrže.

### Hospodářství
Podél řeky po dlouhou dobu fungovalo více než 16 mlýnů.
Od středověku do 20. století byla řeka využívána pro plavení dřeva.